# Светско првенство у пливању 2024 — 4×200 м слободно за жене
Пливачке трке у штафети 4×200 м слободно за жене на Светском првенству у пливању 2024. одржане су 15. фебруара (квалификације и финале) као део програма Светског првенства у воденим спортовима. Трке су се одржавале у базену спортског комплекса Aspire Dome у катарском граду Дохи.
За трке у овој дисциплини било је пријављено 19 штафета, за које су пливале укупно 82 такмичарке. Титулу светских првакиња освојила је штафета Кине, сребро је припало екипи Велике Британије, док су бронзане биле репрезентативке Аустралије.

## Освајачи медаља
|                                                       | Резултат |                                                        | Резултат |                                                                | Резултат |
|                                                       |          |                                                        |          |                                                                |          |
| Ај Јенхан · Гунг Џенћи · Ли Бингђе · Јанг Пејћи (КИН) | 7:47.26  | Фреја Колберт · Ејби Вуд · Луси Хоуп · Меди Херис (ВБ) | 7:50.90  | Брајана Тросел · Шејна Џек · Еби Харкин · Кија Мелвертон (АУС) | 7:51.41  |

## Званични рекорди
Пре почетка такмичења званични рекорди у овој дисциплини су били следећи:
| Рекорд                         | Име        | Резултат | Место           | Датум         |
| ------------------------------ | ---------- | -------- | --------------- | ------------- |
| Светски рекорд СР              | Аустралија | 7:37.50  | Фукуока (Јапан) | 27. јул 2023. |
| Рекорд светских првенстава РПр | Аустралија | 7:37.50  | Фукуока (Јапан) | 27. јул 2023. |

## Резултати квалификација
За такмичење у штафетним тркама на 4×200 м слободно за жене било је пријављено 19 штафета из исто толико земаља. Пливало се у 2 квалификационе групе, а пласман у финале остварило је 8 штафета са најбољим резултатима квалификација. Квалификационе трке су пливане 17. фебруара са почетком од 10.44 по локалном времену.
| Пл. | Група | Стаза | Репрезентација   | Пливачице | Време         | Нап. |
| --- | ----- | ----- | ---------------- | --- | ------------- | ---- |
| 1.  | 2     | 5     | Кина             | Јанг Пејћи (1:57.57) Ма Јунгхуеј (1:59.18) Гунг Џенћи (1:59.01) Ли Бингђе (1:58.62)                              | 7:54.38       | КВ   |
| 2.  | 1     | 2     | Нови Зеланд      | Ив Томас (1:59.07) Ерика Ферведер (1:56.16) Самер Озборн (2:02.11) Латиша Трансом (1:57.63)                      | 7:54.97       | КВ   |
| 3.  | 2     | 3     | Канада           | Ема Окронин (1:59.08) Сијена Ангоув (1:58.26) Кетрин Савард (1:59.60) Ела Јансен (1:59.13)                       | 7:56.07       | КВ   |
| 4.  | 1     | 6     | Бразил           | Стефани Балдусини (1:59.90) Габријеле Ронкато (1:59.00) Алине Родригез (1:59.50) Марија Фернанда Коста (1:58.72) | 7:57.12       | КВ   |
| 5.  | 2     | 6     | Мађарска         | Лила Абрахам (2:00.08) Дора Молнар (1:59.78) Ајна Кешељ (1:59.70) Николет Падар (1:57.90)                        | 7:57.46       | КВ   |
| 6.  | 1     | 5     | Велика Британија | Фреја Колберт (1:59.89) Ејби Вуд (1:58.40) Луси Хоуп (2:00.37) Меди Херис (1:59.52)                              | 7:58.18       | КВ   |
| 7.  | 2     | 4     | Аустралија       | Кија Мелвертон (1:59.54) Еби Харкин (1:59.97) Џеклин Баркли (2:01.95) Брајана Тросел (1:56.73)                   | 7:58.19       | КВ   |
| 8.  | 1     | 3     | Холандија        | Имани де Јонг (2:00.58) Јара ван Калмтхаут (2:01.75) Силке Холкенборг (2:01.32) Марит Стенберген (1:54.98)       | 7:58.63       | КВ   |
| 9.  | 2     | 2     | Француска        | Лусил Тесариол (1:59.22) Асја Туати (2:00.03) Осеан Карне (1:59.66) Жулија Роси Бене (2:00.36)                   | 7:59.27       |      |
| 10. | 1     | 7     | Италија          | Софија Морини (1:59.33) Ђулија Раматели (2:00.30) Ема Меничи (2:00.65) Ђулија Д’Иноченцо (1:59.91)               | 8:00.19       |      |
| 11. | 1     | 4     | Сједињене Државе | Едисон Соки (1:59.39) Кајла Хан (1:59.79) Кејт Херст (2:00.38) Рејчел Клинкер (2:02.41)                          | 8:01.97       |      |
| 12. | 1     | 8     | Турска           | Ела Наз Оздемир (2:00.52) Гизем Гувенч (2:01.04) Мерве Тунџел (2:02.26) Еџем Донмез (2:01.39)                    | 8:05.21       |      |
| 13. | 1     | 1     | Аустрија         | Ирис Јулија Бергер (2:00.64) Марлен Калер (2:01.51) Лена Опатрил (2:02.97) Лена Кројндл (2:00.88)                | 8:06.00       |      |
| 14. | 2     | 7     | Јужна Кореја     | Хан Дакјунг (2:02.01) Хур Јеонкјунг (2:00.08) Ким Сеојеонг (1:59.42) Парк Сујин (2:04.89)                        | 8:06.40       |      |
| 15. | 2     | 8     | Белгија          | Валентин Думон (1:58.43) Камиј Енвокс (2:01.32) Луси Анке (2:04.03) Лоте Ванхауварт (2:02.78)                    | 8:06.56       |      |
| 16. | 2     | 9     | Словенија        | Јања Шегел (1:59.30) Катја Фаин (2:02.49) Нежа Кланчар (2:03.75) Хана Секути (2:03.78)                           | 8:09.32       |      |
| 17. | 1     | 0     | Грчка            | Артемис Василаки (2:02.50) Захарула Калојери (2:02.74) Марија Зафирату (2:04.04) Анастасија Буту (2:04.31)       | 8:13.59       | НР   |
| 18. | 2     | 1     | Хонгконг         | Џилејн Ма (2:06.52) Ли Сумју (2:12.82) Нип Цјин (2:10.66) Мок Зеки (2:07.41)                                     | 8:37.41       |      |
|     | 2     | 0     | Филипини         | | Нису насупиле |      |

## Финале
Финална трка је пливана 17. фебруара у вечерњем делу програма, са почетком од 20.45 по локалном времену.
| Пл. | Стаза | Репрезентација   | Пливачице | Време   | Нап. |
| --- | ----- | ---------------- | --- | ------- | ---- |
|     | 4     | Кина             | Ај Јенхан (1:57.65) Гунг Џенћи (1:58.84) Ли Бингђе (1:54.59) Јанг Пејћи (1:56.18)                                | 7:47.26 |      |
| 2   | 7     | Велика Британија | Фреја Колберт (1:57.14) Ејби Вуд (1:56.65) Луси Хоуп (1:58.71) Меди Херис (1:58.40)                              | 7:50.90 |      |
| 3   | 1     | Аустралија       | Брајана Тросел (1:56.87) Шејна Џек (1:57.61) Еби Харкин (1:58.92) Кија Мелвертон (1:58.01)                       | 7:51.41 |      |
| 4.  | 6     | Бразил           | Марија Фернанда Коста (1:57.30) Стефани Балдусини (1:57.64) Алине Родригез (1:59.73) Габријеле Ронкато (1:58.04) | 7:52.71 | KР   |
| 5.  | 5     | Нови Зеланд      | Ерика Ферведер (1:56.37) Латиша Трансом (1:58.41) Ив Томас (1:58.65) Кејтлин Динс (1:59.59)                      | 7:53.02 |      |
| 6.  | 3     | Канада           | Ребека Смит (1:58.70) Ема Окронин (1:58.83) Сијена Ангоув (1:58.59) Тејлор Рак (1:59.59)                         | 7:55.71 |      |
| 7.  | 8     | Холандија        | Имани де Јонг (2:00.56) Силке Холкенборг (2:00.95) Марит Стенберген (1:54.89) Јана ван Котен (1:59.44)           | 7:55.84 |      |
| 8.  | 2     | Мађарска         | Николет Падар (1:57.06) Лила абрахам (2:00.51) Дора Молнар (1:59.21) Ајна Кешељ (1:59.80)                        | 7:56.58 |      |